# Parafia św. Jadwigi w Trenton
Parafia św. Jadwigi w Trenton (ang. St. Hedwig's Parish) – parafia rzymskokatolicka położona w Trenton w stanie New Jersey w Stanach Zjednoczonych.
Jest ona wieloetniczną parafią w diecezji Trenton, z mszą św. w j. polskim dla polskich imigrantów.
Ustanowiona w 1904 roku i dedykowana św. Jadwidze Śląskiej.

## Grupy parafialne
- Towarzystwo różańcowe
- Rycerze Kolumba

## Duszpasterze
- ks. Jan Supinski (1904-1907)
- ks. Josef  Regorowicz (1907-1911)
- ks. Jozef  Urban (1911-1913
- ks. Antoni Lechert (1913-1915)
- ks. Julian Zielinski (1915-1924)
- ks. Przewielebny Artur J. Strenski (1925-1934)
- ks. Przewielebny Martin J. Lipinski (1935-1969)
- ks. Przewielebny Francis L. Zgliczynski (1969-1986)
- ks. Henry F. Schabowski (1986 – 2004)
- ks. Jacek W. Labinski (2004 – obecnie)

## Szkoły
- St. Hedwig School

## Nabożeństwa w j. polskim
- Niedziela – 8:00; 11:00